# GNU Parted
GNU Parted (PARTitionとEDitorという2つの単語をつなげた名前) は自由なパーティションエディターであり、パーティションの作成と削除に使用される。新しいOS用の領域の作成、ハードディスク使用状況の再編成、そしてディスクイメージングに有用である。Andrew ClausenとLennert Buytenhekによって書かれた。
GNU Partedはlibpartedライブラリとコマンドラインのフロントエンドであるpartedから構成される。partedはリファレンス実装としても有用である。
現在、GNU PartedはLinuxとGNU/Hurdでのみ動作する。

## 他のフロントエンド

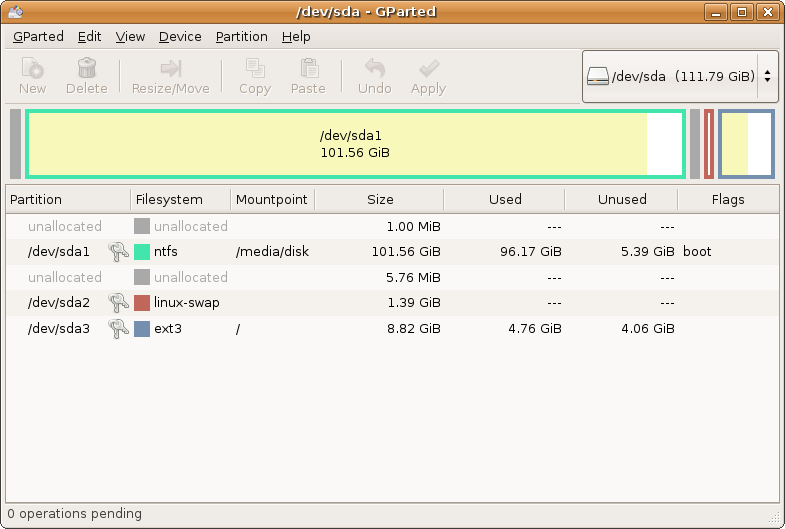
GPartedはバックエンドにGNU Partedを採用している

npartedはnewtベースのGNU Partedフロントエンドである。
Windowsでも使用可能なncursesフロントエンド (GNUWin32 Ncursesを使用) のプロジェクトも立ち上がっている。
fatresizeはFAT16/FAT32の非破壊リサイズを行うためのコマンドラインインターフェースを提供するもので、GNU Partedライブラリを使用している。

### グラフィカルフロントエンド
GPartedとKDE Partition Managerはpartedライブラリを使用したグラフィカルプログラムである。順にGNOMEとKDEというUnix系システム向けの2大デスクトップ環境に採用されている。これらは、パーティショニングを容易にするため多くのライブCDディストリビューションにユーティリティとして収録されている。QtPartedもグラフィカルフロントエンドであり、Qtをベースにしていたが、すでに活発なメンテナンスは行われなくなっている。
Pyparted (python-partedとも) はGNU Parted用のPythonフロントエンドである。
デフォルトでこのアプリケーションが同梱されているLinuxディストリビューションには、Slackware、Knoppix、sidux、SystemRescueCD、そしてParted Magic等がある。

## 制限事項
以前、Partedはパーティション内のファイルシステムの操作 (作成、移動、リサイズ、複製) に対応していた。この対応はバージョン3.0で削除された。